# Ioan Vlădescu
Ioan Vlădescu (n. 5 iulie 1870, Comani - d. 1949):p. 343 a fost unul dintre generalii Armatei României din Primul Război Mondial. 
A îndeplinit funcția de comandant de divizie de infanterie în campania anului 1918.

## Cariera militară
După absolvirea școlii militare de ofițeri cu gradul de sublocotenent, Ioan Vlădescu a ocupat diferite poziții în cadrul unităților de artilerie sau în eșaloanele superioare ale armatei, cele mai importante fiind cele de ofițer în statul major al al Regimentului 3 Artilerie și șef de stat major al Diviziei 1 Infanterie.
În perioada Primului Război Mondial, a îndeplinit funcțiile de: șef de stat major al Corpului I Armată și comandant al Diviziei 1 Infanterie.:p. 343
După război a îndeplinit o serie de funcții în eșaloanele superioare ale armatei, cum ar fi comandant al Corpului de Jandarmi (1927) și comandant al Diviziei 9 Infanterie. A fost trecut în rezervă în 1930.:p. 343

## Decorații
- Ordinul „Steaua României”, în grad de ofițer (1912)
- Ordinul „Coroana României”, în grad de comandor (1911)
- Medalia „Avântul Țării” cu distincția „Campania din 1913” (1913)[1]:p. 623